# Ансамбль храмов Вознесения Господня и Иоанна Златоуста
Храм Вознесения Господня и храм Иоанна Златоуста — архитектурный ансамбль двух приходских православных храмов в городе Кинешме Ивановской области. Принадлежит Кинешемской епархии Русской православной церкви.
Храм Иоанна Златоуста построен в 1760 году, храм Вознесения Господня — в 1779 году. В облике ансамбля преобладают мотивы древнерусского зодчества. Храмовый комплекс — памятник архитектуры федерального значения.

## Местоположение
Комплекс расположен в центре бывшей Заградской слободы, между улицами Крупской и Советской, в непосредственной близости от Волжской набережной. До разрушения колокольни комплекс играл главную роль в организации застройки нагорной части Кинешмы. В настоящее время он выделяется среди невысоких зданий бывшей слободы.

## История
Ранее на этом месте находился Вознесенский девичий монастырь. Обитель была основана после нападения польско-литовских интервентов 26 мая 1609 года, в кунун праздника Вознесения Господня. Монахинями сюда поступили вдовы и дочери-сироты погибших в бою с поляками кинешемцев. До XVIII века все строения обители были деревянными.
Тёплый (зимний) храм святителя Иоанна Златоуста с приделом выстроен в 1760 году по заказу купца Ивана Никифоровича Таланова на средства прихожан. В 1779 году рядом с ним к северу сооружён холодный (летний) храм Вознесения. Одновременно были возведены отдельно стоящая столпообразная колокольня, позднее утраченная и каменная ограда.
В издании «Краткие статистические сведения о приходских церквах Костромской епархии» 1911 года храмовый ансамбль назван как единая Вознесенская церковь, имеющая два храма, холодный и тёплый. В том же источник указано, что в начале XX века при храмах имелось общее городское кладбище. В зимнем храме имелось три престола: в честь Иоанна Златоуста, апостола Андрея Первозванного и Григория Богослова и Тихона Амафунтского. В летнем храме также три престола: Вознесения Господня, Иоанна Предтечи и Иоанна Богослова. Причт включал священника и псаломщика. Постоянные средства причта составляли проценты с общего причтового капитала в 3603 рублей 64 копеек, а также ежегодно 80 рублей арендной платы за кладовую. Помещения для причта были церковными. Прихожан было 247 мужского пола и 271 женского пола. Городские прихожане в основном были представлены торговцами и кустарными мастерами, сельские — фабричными. Имелось два приходских селения.
Храмовый комплекс был закрыт 1929 году. После этого была разобрана каменная ограда, снесена колокольня, на храмах и трапезной церкви Иоанна Златоуста демонтированы главы и барабаны.
В начале 1930-х годов в Вознесенской церкви разместился краеведческий музей. Для этого с западной стороны была сооружена пристройка с внутренней лестницей на второй этаж, в храмовой части установлены железобетонные перекрытия и устроен второй этаж с экспозиционными залами.
Храм Иоанна Златоуста был приспособлен под складское помещение конторы Заготзерно, позднее здесь размещался продовольственный склад военного госпиталя, а с начала 1950-х годов помещение переоборудуется под учебные мастерские Кинешемского химико-технологического техникума.
Во время перестроек интерьеры обоих храмов были существенно искажены, часть настенных росписей была сбита, часть закрашена. В 1935 году на месте колокольни был построен химико-технологический техникум.
В 1948 году проведены первые реставрационные работы, носившие в основном ремонтный характер. В 1988—1989 годах Кинешемским участком Ивановской реставрационной мастерской был осуществлён крупный ремонт на средства областного управления культуры, в ходе которого на Вознесенской церкви на основании старых фотоснимков было восстановлено пятиглавие.
Краеведческий музей находился здесь до 2011 года. В 2011 году рядом с Вознесенским храмом установлена небольшая часовня из чёрного гранита, посвящённая святителю и исповеднику Василию Кинешемскому.

## Архитектура и интерьер
Оба храма сооружены из кирпича и побелены по обмазке.
Храм Иоанна Златоуста
Представляет собой оригинальный памятник, сочетающий формы допетровской архитектуры и барокко XVIII века. Двусветный четверик с высоким аттиковым ярусом, вытянутый по оси север-юг. С запада примыкает равная по ширине и вдвое меньшая по высоте квадратная трапезная, с востока — полукруглый алтарь такой же высоты и немного меньшей ширины. Углы четверика закреплены лопатками. Проёмы нижнего яруса и трапезной обрамлены широкими плоскими рамочными наличниками, дополненными венчаниями. Их дугообразные сандрики, состоят из трёх рядов кирпича внапуск и высоко подняты на основаниях-кронштейнах криволинейных очертаний. В трапезной сандрики врезаны в венчающий карниз. Окна второго света четверика восьмиугольные и унаследованы от московского зодчества конца XVII века. Аттиковый ярус поддерживается внизу поясом городков и завершается карнизом в виде трехрядной пилы. Между ними расположен ряд килевидных кокошников, чередующихся с одиночными городками, которой своеобразно трактует традиционную форму.
Внутреннее пространство перекрыто коробовым сводом с лотками в торцах, алтарь перекрыт конхой. Восточная часть трапезной делится на три равных помещения. Среднее представляет собой проход из храма в трапезную, боковые — приделы. Полулотковый свод в основной части трапезной и коробовые своды в трёх восточных её частях усложняются распалубками.
Памятник свидетельствует о том, что провинциальные зодчие XVIII века следовали преимущественно собственным традициям, ориентируясь на столичную моду только в элементах декора.
Храм Вознесения Господня
Монументальный храм с редкой для последней четверти XVIII века приверженностью к древнерусским формам в их лаконичной трактовке. Пятиглавый с барочными грушевидными куполами. Крупный двусветный четверик немного вытянут по продольной оси и завершён пятью главами. С востока к нему примыкает трехчастная алтарная апсида с большим выступом центрального полукружия. Углы четверика огибают лопатки, стены завершаются фризом из полукруглых перспективных нишек-кокошников и карнизом, крепованным на углах. В первом ярусе храма и в апсиде прямоугольные окна помещаются в глубокие арочные ниши. В апсиде они дополнены круглыми окнами вверху. Окна второго света четверика являются арочными. Входные порталы необычно расположены на восточной оси трёхосевых фасадов и снабжены перспективными обрамлениями с упрощёнными импостами в пятах арок и дыньками.
Внутреннее пространство имеет редкое для последней четверти XVIII века четырёхстолпие и перекрыт системой коробовых и купольных сводов. С основным объёмом храма алтарная часть связана тремя широкими проходами, крайние из которых располагаются непосредственно у северной и южной стен.
Утраченная каменная колокольня была построена в формах барокко. Восьмигранная, она завершалась главкой и была декорирована угловыми рустованными лопатками.
Внешние формы объема близки к формам первоначальной части Успенского собора, что свидетельствует о наличии местных архитектурных храмовых традиций.

## Престолы
Храм Вознесения Господня:
- Вознесения Господня,
- Иоанна Предтечи,
- Иоанна Богослова[10].